# Багмати
Багмати (непальск. बागमती नदी, хинди बागमती, англ. Bagmati) — река на востоке центральной части Непала и севере индийского штата Бихар.
Берёт начало в горах при слиянии нескольких потоков примерно в 15 км к северо-востоку от Катманду и течёт около 10 км на юго-запад через террасы рисовых полей Долины Катманду. Далее река поворачивает на юг и протекает непосредственно через город Катманду, отделяя его от города Патан, затем доходит до конца Долины Катманду и входит в ущелье Чобар, прорезая хребет Махабхарат. Прежде чем выйти в тераи, река прорезает ещё и хребет Сивалик (Чуриа).
Багмати пересекает границу с Индией и течёт через округа Ситамархи, Шеохар и Музаффарпур штата Бихар. Багмати сливается с рекой Лахандай-Нади, образуя реку Кареха-Нади, которая несёт свои воды в реку Коси.
Багмати считается священной рекой в индуизме и в буддизме. На берегах реки расположено множество индуистских храмов.